# Trinidad (Schiff, 1941)
|                        | |
| Geschichte             | |
| Klasse:                | Crown-Colony-Klasse |
| Werft:                 | Marinebasis Devonport |
| In Auftrag gegeben:    | 1938 |
| Kiellegung:            | 21. April 1938 |
| Stapellauf:            | 21. März 1941 |
| Indienststellung:      | 14. Oktober 1941 |
| Außerdienststellung:   | Durch Luftangriff beschädigt und versenkt am 15. Mai 1942 |
| Daten                  | |
| Verdrängung:           | 8661 ts (Standard) 10.840 ts (max.) |
| Länge:                 | 169,3 m |
| Breite:                | 18,9 m |
| Tiefgang:              | 5,0 m |
| Antrieb:               | 4 ölbefeuerte Admiralty-Dampfkessel (3-Trommel-Typ) 4 Parsons-Dampfturbinen mit Einfachgetriebe 72.500 PS (54.100 kW) auf 4 Schrauben                                                               |
| Höchstgeschwindigkeit: | 33 Knoten |
| Reichweite:            | 10.100 sm bei 12 kn |
| Besatzung:             | 907 Seeleute |
| Bewaffnung:            | - 12 × 152-mm-Geschütze (4*3) - 8 × 102-mm-Geschütze (4*2) - 12 × 2-Pfünder-(40-mm)-Geschütze (3*4) - 8 × 40-mm-Bofors-Geschütze (4*2) - 12 × 20-mm-Geschütze (6*2) - 6 × 533-mm-Torpedorohre (2*3) |
| Panzerung:             | Rumpf: 83 mm Deck: 51 mm Geschütztürme: 51 mm Leitstand: 102 mm |
| Bordflugzeug:          | 2 * Supermarine Walrus |

Die HMS Trinidad (C46) war ein Leichter Kreuzer der Crown-Colony-Klasse, der von der britischen Royal Navy im Zweiten Weltkrieg eingesetzt wurde und im Mai 1942 nach einem Luftangriff verloren ging.

## Bau
Die HMS Trinidad wurde auf der Marinebasis Devonport erbaut. Die Kiellegung erfolgte am 21. April 1938, der Stapellauf am 21. März 1941. Sie wurde am 14. Oktober 1941 in Dienst gestellt und war bis zum Ende ihrer Laufbahn der Home Fleet zugeteilt.

## Einsätze
Während die HMS Trinidad im März 1942 als Begleitschutz für den Konvoi PQ-13 agierte, wurden sie und die anderen Begleitschiffe von den deutschen Narvik-Klasse Zerstörern Z 24, Z 25 und Z 26 angegriffen. Während des Gefechts am 29. März 1942 gelang es ihr, Z 26 zu versenken. Beim nachfolgenden Torpedoangriff auf die beiden verbliebenen Zerstörer trat bei einem der Torpedos ein Defekt in der Steuerung auf. Er kam als Kreisläufer zurück und traf die Trinidad, wobei 32 Besatzungsmitglieder getötet wurden.
Die beschädigte Trinidad wurde aus dem Kampfgebiet geschleppt und erreichte schließlich aus eigener Kraft den russischen Zielhafen Murmansk. Unterwegs versuchte das deutsche U-Boot U 378, den beschädigten Kreuzer anzugreifen. Es wurde jedoch durch die Fury entdeckt und abgedrängt. In Murmansk konnten die größten Schäden repariert werden.
Am 13. Mai 1942 machte sich die Trinidad in Begleitung der Zerstörer Foresight, Forester, Somali und Matchless auf den Heimweg.
Andere Schiffe der Home Fleet gaben Rückendeckung, da ihre Geschwindigkeit auf Grund der erlittenen Schäden (nur der hintere Kesselraum war noch nutzbar) auf 20 Knoten reduziert war. Unterwegs wurde die Gruppe am 15. Mai 1942 von mehr als zwanzig Ju-88-Bombern des Kampfgeschwaders 30 angegriffen. Alle Angriffe verfehlten das Ziel mit Ausnahme einer Bombe, die in der Nähe des vorherigen Schadens einschlug und ein starkes Feuer verursachte. 63 Seeleute verloren ihr Leben, darunter zwanzig Überlebende der Edinburgh, die zwei Wochen zuvor versenkt worden war. Da das Schiff aufgrund dieser Beschädigung und des Feuers an Bord nicht mehr manövrierfähig war, wurde es von der Matchless nördlich des Nordkaps durch drei Torpedos versenkt (Lage).